# Мартиново (Горожанська волость)
Мартиново (рос. Мартиново) — присілок в Новосокольницькому районі Псковської області Російської Федерації.
Населення становить 19 осіб. Входить до складу муніципального утворення Насвинська волость.

## Історія
Від 2015 року входить до складу муніципального утворення Насвинська волость.

## Населення
| 2001 | 2002 | 2010 |
| ---- | ---- | ---- |
| 37   | →37  | ↘19  |